# Клиника Шварцвалд
Клиника Шварцвалд (енгл. The Black Forest Clinic) немачка је медицинска драма која се емитовала од 22. октобра 1985. до 25. марта 1989. на Другој немачкој телевизији. У тадашњој Југославији емитовање серије је почело 4. јануара 1988. у оквиру ноћног програма Ноћ и дан на ТВ Сарајево и трајало до јесени 1990. године.
Серија кроз седамдесет епизода приказује дешавања у измишљеној клиници која се налази у немачкој области Шварцвалд и прати животе чланова породице Бринкман који раде у клиници.
Убрзо након почетка емитовања 1985, Клиника Шварцвалд је постала веома популарна у Немачкој, где ју је гледало преко 20 милиона људи. Једна је од најуспешнијих ТВ серија свих времена у Немачкој, са до 27 милиона гледалаца сваке недеље. Радња се заснивала на чешкој серији из 70-тих година Болница на крају града, а послужила је као пример за далеко познатију америчку серију Општа болница. Спољашње сцене снимане су у околини Фрајбурга у Немачкој, испред клинике Глотертал која се налази на Шварцвалду, док су сцене ентеријера болнице снимане у телевизијском студију у Хамбургу. Серија је и данас веома цењена у Немачкој и репризирана је неколико пута, а у част двадесетогодишњице од почетка емитовања снимљена су и два спин-оф филма („Клиника Шварцвалд: Следећа генерација“ и „Клиника Шварцвалд: Нова времена“).

## Улоге
| Глумац            | Улога           |
| ----------------- | --------------- |
| Клаусјирген Вусов | Клаус Бринкман  |
| Габи Дом          | Криста Бринкман |
| Саша Хен          | Удо Бринкман    |
| Барбара Вусов     | Елке            |
| Евелин Хаман      | Карза Михаелис  |
| Јохен Шредер      | Миша            |
| Ева Мариа Бауер   | Хилдегард       |
| Алф Мархолм       | Милман          |
| Габи Фишер        | Ина             |
| Карин Екхолд      | гђа Мајс        |
| Хорст Науман      | др Ремер        |